# Calamagrostis eriantha
Calamagrostis eriantha är en gräsart som först beskrevs av Carl Sigismund Kunth, och fick sitt nu gällande namn av Ernst Gottlieb von Steudel. Calamagrostis eriantha ingår i släktet rör, och familjen gräs. Inga underarter finns listade i Catalogue of Life.